# Chłopaki
Chłopaki (ang. The Boys) – amerykańska seria komiksowa autorstwa Gartha Ennisa (scenariusz) i Daricka Robinsona (rysunki). Jej adaptacją jest serial The Boys.
Seria była oryginalnie wydawana w formie miesięcznika od października 2006 do listopada 2012 nakładem oficyn Wildstorm (zeszyty 1–6) i Dynamite Entertainment (zeszyty 7–72) i uzupełniona ośmiozeszytową mini-serią pt. Dear Becky, opublikowaną w 2020 przez Dynamite Entertainment. Po polsku cała seria ukazała się w formie tomów zbiorczych w latach 2016–2022 nakładem wydawnictwa Planeta Komiksów.
W 2008 seria otrzymała nominację do Nagrody Eisnera w kategorii "Najlepsza seria trwająca".

## Fabuła
Superbohaterowie coraz częściej ulegają pokusom sławy i angażują się w lekkomyślne akcje, stanowiąc zagrożenie dla bezpieczeństwa publicznego. Aby zapobiec zagrożeniu z ich strony, CIA powołuje grupę tajnych agentów, znanych jako "Chłopaki" – wśród nich są: Billy Rzeźnik, Tyci Hughie, Cycuś Glancuś, Francuz i Niewiasta. Ich zadaniem jest monitorowanie działalności superbohaterów, jednak czasami muszą posunąć się do likwidacji opornych herosów.

## Tomy
| Tom | Tytuł i rok wydania polskiego              | Tytuł i rok wydania oryginalnego                      | Zawartość tomu                        |
| --- | ------------------------------------------ | ----------------------------------------------------- | ------------------------------------- |
| 1   | Jak na imię tej grze (2016)                | The Name of the Game (2007)                           | The Boys #1–6                         |
| 2   | Chwalebny plan pięcioletni (2016)          | Get Some (2008)                                       | The Boys #7–14                        |
| 3   | Balsam dla duszy (2017)                    | Good for the Soul (2008)                              | The Boys #15–22                       |
| 4   | Na nas już czas (2017)                     | We Gotta Go Now (2009)                                | The Boys #23–30                       |
| 5   | Herospazm (2017)                           | Herogasm (2009)                                       | Herogasm #1–6                         |
| 6   | Instynkt przetrwania (2017)                | The Self-Preservation Society (2010)                  | The Boys #31–38                       |
| 7   | Niewiniątka (2018)                         | The Innocents (2010)                                  | The Boys #39–47                       |
| 8   | Waleczne serce (2018)                      | Highland Laddie (2011)                                | Highland Laddie #1–6                  |
| 9   | Ostra jazda (2018)                         | The Big Ride (2011)                                   | The Boys #48–59                       |
| 10  | Rzeźnik, piekarz, żołnierz, szpieg (2019)  | Butcher, Baker, Candlestickmaker (2012)               | Butcher, Baker, Candlestickmaker #1–6 |
| 11  | Ze wzgórz tysięczny runął wojów huf (2019) | Over the Hill with the Sword of a Thousand Men (2012) | The Boys #60–65                       |
| 12  | To nie tak miało być (2020)                | The Bloody Doors Off (2012)                           | The Boys #66–72                       |
| 13  | Droga Becky (2022)                         | Dear Becky (2021)                                     | Dear Becky #1–8                       |